# Гвоздецький Теофіл
Теофіл Гвоздецький (нар.1870, Королівство Галичини та Володимирії, Австро-Угорщина — пом.12 червня 1937, Липиця Долішня, Польща) — український лікар, активний просвітянин, учасник національно-визвольної боротьби 1918—1920 років, культурний діяч.

## Життєпис

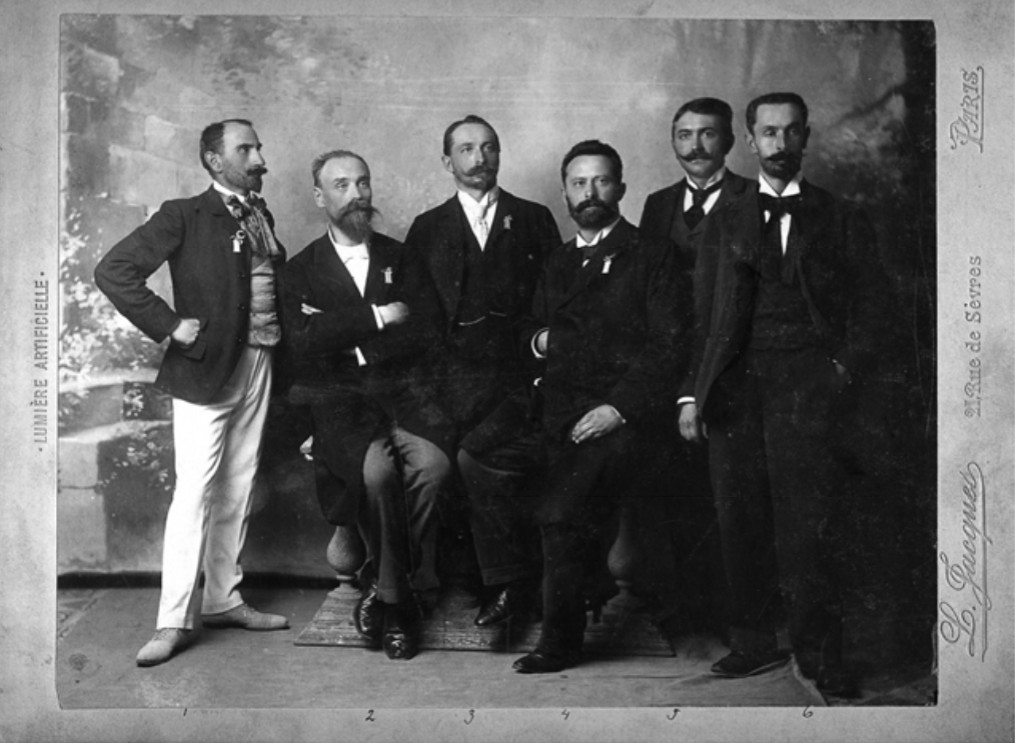
Делегати ХІІІ Міжнародного конгресу лікарів. Париж, 1900 р. Зліва направо: Володимир Сіменович, Іван Горбачевський, Є. Кобринський, В. Кобринський, Теофіл Гвоздецький, В. Шмігельський

Закінчив медичний факультет Віденського університету. Там же познайомився з Василем Стефаником, майбутнім письменником, з яким підтримував добрі стосунки все життя.
Життя Липиці Долішній на Рогатинщині змінилося із завершенням будівництва гілки залізниці Підвисоке — Галич. У це село в 1897 році було призначено окружним та залізничним лікарем Теофіла Гвоздецького.
Ще до заснування Українського лікарського товариства (1910) разом з доктором Євгеном Озаркевичем брав участь у науково-організаційній діяльності гуртка українських лікарів, які об'єднувалися в лікарській комісії Наукового товариства ім. Т. Шевченка, друкував статті у лікарському журналі «Здоровлє». У період визвольної боротьби (в часи ЗУНР) отаман УГА Теофіл Гвоздецький був комендантом військового шпиталю в Бережанах.
Після війни виступав з доповідями на лікарських з'їздах, опублікував низку праць у «Лікарському віснику».
Увесь час від 1897 року, крім коротких перерв, проживав у Липиці Долішній. Багато зробив для охорони здоров'я місцевого населення, а також для економічного й культурного життя села.
Великою мірою повинна завдячувати Липиця Долішня приїзду в село лікаря Теофіла Гвоздецького. Він організував групу селян, які 5 березня 1898 подали до Галицького намісництва у Львові прохання і статути про створення в селі читальні «Просвіта». Підписали їх 10 членів — засновників. Перші загальні збори читальні «Просвіти» відбулися 15 травня 1898,¸на них було обрано керівництво на чолі з головою Андрієм Скульським. У 1900 головою виділу читальні «Просвіти» було обрано Теофіла Гвоздецького. У 1902-му просвітяни знову обрали його головою. Того року значно розширилася бібліотека читальні, в якій було вже 200 книжок. Читальня передплачувала видання «Руське слово», «Місіонер», а газету «Діло» для неї передплачував Теофіл Гвоздецький. На зборах просвітяни обговорювали питання єдності й згоди серед народу. Це було важливо у зв'язку з поширенням пропаганди москвофілів у Галичині. Теофіл Гвоздецький популярно роз'яснював, що то є Русь-Україна, а що — москвофільство.
1909-го читальня вже мала власний дім вартістю 1152 корони. При читальні діяли крамниця, шпихлір, було організовано продаж солі. На будівництво читального будинку д-р Теофіл Гвоздецький пожертвував 200 доларів, незважаючи на те, що він у цей період завершував зведення власного житла.
Чотири десятиріччя лікар Теофіл Гвоздецький був своєрідним «мотором» у розвитку громадського та економічного життя села.
Помер 12 червня 1937. Похований у Липиці Долішній.